# Турнеја Британских и Ирских Лавова по Јужној Африци 1896.
Турнеја Британских и Ирских Лавова по Јужној Африци 1896. (службени назив:1896 British Lions tour to South Africa) је била турнеја острвског рагби дрим тима по Јужној Африци 1896. Најбољи рагбисти Ирске и Велике Британије су на овој турнеји одиграли укупно 21 утакмицу. Лавови су победили Спрингбоксе у серији. Била је ово успешна турнеја Лавова, јер су изгубили само један меч и укупно постигли 204 поена, а примили 45 поена.

## Тим
Стручни штаб
- Менаџер Роџер Вокер

Играчи
'Скрам'
- Волтер Кери, Енглеска
- Ендру Клинч, Ирска
- Томас Џозеф, Ирска
- Џони Хемонд, Енглеска
- Фрод Хенкок, Енглеска
- Роберт Џонсон, Ирска
- Артур Мирс, Енглеска
- Вилијем Мортимер, Енглеска
- Кат Малинс, Енглеска
- Џим Сили, Ирска
- Александар Тод, Енглеска

'Бекови'
- Сесил Бојд, Ирска
- Лоренс Булгер, Ирска
- Осберт Маки, Енглеска
- Џејмс Меџи, Енглеска
- Сидни Бел, Енглеска
- Лујис Меџи, Енглеска
- Метју Мулинекс, Енглеска

## Утакмице
| Утак. | Тим                 | Резултат | Тим    |
| ----- | ------------------- | -------- | ------ |
| 1.    | Кејп Таун           | 9:14     | Лавови |
| 2.    | Кејп Таун предграђе | 0:8      | Лавови |
| 3.    | Западна Провинција  | 0:0      | Лавови |
| 4.    | Грикленд вест       | 9:11     | Лавови |
| 5.    | Грикленд вест       | 0:16     | Лавови |
| 6.    | Порт Елизабет       | 3:26     | Лавови |
| 7.    | Источна Провинција  | 0:18     | Лавови |
| 8.    | Спрингбокси         | 0:8      | Лавови |
| 9.    | Гремстаун           | 0:20     | Лавови |
| 10.   | Кингс Вилијам       | 0:25     | Лавови |
| 11.   | Ист Лондон          | 0:7      | Лавови |
| 12.   | Квинстаун           | 0:25     | Лавови |
| 13.   | Јоханезбург село    | 0:7      | Лавови |
| 14.   | Трансвал            | 5:16     | Лавови |
| 15.   | Јоханезбург град    | 0:18     | Лавови |
| 16.   | Трансвал            | 5:16     | Лавови |
| 17.   | Спрингбокси         | 8:17     | Лавови |
| 18.   | Кејп колони         | 0:7      | Лавови |
| 19.   | Спрингбокси         | 3:9      | Лавови |
| 20.   | Вестерн провинс     | 0:32     | Лавови |
| 22.   | Спрингбокси         | 5:0      | Лавови |

### Генерални учинак
| Одиграно утакмица | Победа Лавова | Нерешено | Пораз Лавова |
| ----------------- | ------------- | -------- | ------------ |
| 21                | 19            | 1        | 1            |

| Победник турнеје 1896. |
| ---------------------- |
| Лавови (3-0-1)         |

## Статистика
Највећа посета
7 500 гледалаца, први тест меч
Највише поена против Јужне Африке
Бирн 12 поена